# Sport inden for budo i Edo perioden
|  | En bruger mener at denne artikel bør overvejes slettet - af grunde der ikke dækkes ind af {Notabilitet}, {Reklame}, {Snævert emne}, {Tætpå} eller {Uencyklopædisk} (overvej evt. om en af disse skabeloner er mere dækkende). Klik her for at se sletningsforslaget. (Ved anvendelse af denne skabelon skal Wikipedia:Sletningsforslag opdateres) |

## Indledning
Japans sidste feudale tidsperiode hed Edo perioden eller Tokugawa perioden (1603-1868). Perioden havde en lang fredsperiode efter Shogunen havde nedkæmpet og efterfølgende kontrolleret alle de øvrige japanske klaner.
Artiklen beskriver forskellige japanske budodiscipliner i Edo perioden, der beskæftede sig med sport (konkurrencer). Sport inden for japanske kampdiscipliner foregik også før og efter denne periode.
Som slagmarkens betingelser ændrede sig på grund af den fredsfyldte periode, blev der skabt en dikotomi mellem to separate linjer. Den ene retning af skoler (sen-ha) beskæftigede sig med strategi og masse taktisk planlægning med henblik på krigsførelse, mens den anden retning (ryū-ha) adskilte sig ved at udvikle og fin pudse deres færdigheder og teori baseret på den traditionelle ekspertise. Krigernes kampdiscipliner var ikke immune over for disse socio-kulturelle tendenser. Det attende århundrede afslører både en kampstagnation blandt de urbaniserede krigere (bushi) og den brede befolknings deltagelse i diverse kampdiscipliner.
Konkurrencer i Edo perioden har sine rødder i udviklingen inden for ryū-ha skolerne.

## Konkurrence med ophav i ryū-ha

### Kenjutsu
Mester fægtere i slutningen af Muromachi perioden (1392-1573) havde hverken udstyr eller rustning, så træningen bestod af brug af tachi (skarpt, langt sværd), katana (skarpt, kurvede sværd) og bokken (træsværdet), lære kata (mønster træning) og slå på træer for at polere teknikkerne. Dueller foregik på liv og død ved brug af katana eller bokken.
I begyndelsen af Edo-perioden udviklede 'sværdets vej' sig mindre i retning af kampteknikker, men derimod mere i retning af metode til at forfine samuraiens sind og krop. I denne periode dukkede gravis dojo (træningshal) op og i midten af Edo perioden skete der en forbedrering af shinai (bambussværdet) og rustning i sikkerhedshedsmæssig retning. I det attende århundrede blev træning i dojo, hvor der anvendtes rustning og udveksling af slag med shinai en populær form for træning. Men denne nye træningsmetode blev genstand for megen kritik, idet fordømmelsen gik på, at metoden var ubrugelig i en rigtig konflikt. Kamp med sværdet på slagmarken var et spørgsmål om 'sejr er overlevelse, nederlag er død'.
I slutningen af Edo-perioden ændrede træningsmetoden med shinai og rustning sig til konkurrencelignende dyster; dette bidrog til omdannelsen af nogle af kenjutsu-skolerne til sport, hvilket førte til skabelsen af den moderne form for Kendo efter Meiji-restaurationen i 1868.
Der eksisterede dog adskillige traditionelle kenjutsu/Kendo-skoler, der ikke ønskede denne ændring fra midten af Edo perioden, hvilket har resulteret i, at man i dag stadigvæk kan finde de oprindelige kenjutsu traditioner uden sport.

### Kyudo og former for bueskydning til hest
Bueskydning var en af de tidligste kamp discipliner, der fik sportslige konnotationer. Buen blev også brugt til jagt, hvorfor det formodentligt var ligetil at kodificere bueskydning mod et mål. De tidligste kilder der omtaler bueskydningskonkurrencer stammer fra det Kejserlige hof fra midten af 600 tallet.
Ved begyndelsen af Edo perioden var japansk bueskydning primært en spirituel disciplin.

#### Kyudo
Tekst mangler, hjælp os med at skrive teksten

#### Yabusame og Kasagake
Tekst mangler, hjælp os med at skrive teksten

#### Inuoumono
Tekst mangler, hjælp os med at skrive teksten

## Eksterne links
Organisationer og skoler inden for japanske kampdiscipliner, der træner sport:
- ogasawara-ryu.gr.jp

| Portal | Portal:Sport |